# Нерівність Чебишова
Для нерівності для наборів чисел — див. Нерівність Чебишова для сум чисел.
Нерівність Чебишова — результат теорії ймовірностей, який стверджує, що для будь-якої випадкової величини із скінченною дисперсією майже всі значення концентруються біля значення математичного сподівання. Нерівність Чебишева дає кількісні характеристики цієї властивості.

## Теорема
Нехай {\displaystyle X} є випадковою величиною із математичним сподіванням {\displaystyle \eta } і дисперсією {\displaystyle {\sigma }^{2}}. Тоді для всякого {\displaystyle \epsilon >0} виконується нерівність:
{\displaystyle P\{|X-\eta |\geq \epsilon \}\leq {\frac {{\sigma }^{2}}{{\epsilon }^{2}}}}
інакше
{\displaystyle P\{|X-\eta |\geq k\sigma \}\leq {\frac {1}{k^{2}}}}
Нам цікавий лише випадок з {\displaystyle k>1.} Коли {\displaystyle k\leq 1} права частина {\displaystyle {\frac {1}{k^{2}}}\geq 1} і нерівність стає тривіальною, бо ймовірність не перевищує 1.
Наприклад, використовуючи {\displaystyle k={\sqrt {2}}} показуємо, що ймовірність того., що значення лежить поза проміжком {\displaystyle (\mu -{\sqrt {2}}\sigma ,\mu +{\sqrt {2}}\sigma )} не перевищує {\displaystyle {\frac {1}{2}}}.
Тому що нерівність можна застосувати до будь-яких розподілів якщо вони мають відоме середнє значення і дисперсію, нерівність зазвичай дає слабку оцінку в порівнянні з ситуацією коли відомо більше даних про розподіл.
| {\displaystyle k} | Мін. % в {\displaystyle k} стандартних відхилень від середнього | Макс. % поза {\displaystyle k} стандартних відхилень від середнього |
| ----------------- | --------------------------------------------------------------- | ------------------------------------------------------------------- |
| 1                 | 0%                                                              | 100%                                                                |
| √2                | 50%                                                             | 50%                                                                 |
| 1.5               | 55.56%                                                          | 44.44%                                                              |
| 2                 | 75%                                                             | 25%                                                                 |
| 3                 | 88.8889%                                                        | 11.1111%                                                            |
| 4                 | 93.75%                                                          | 6.25%                                                               |
| 5                 | 96%                                                             | 4%                                                                  |
| 6                 | 97.2222%                                                        | 2.7778%                                                             |
| 7                 | 97.9592%                                                        | 2.0408%                                                             |
| 8                 | 98.4375%                                                        | 1.5625%                                                             |
| 9                 | 98.7654%                                                        | 1.2346%                                                             |
| 10                | 99%                                                             | 1%                                                                  |

## Приклад
Припустімо, що ми навмання обираємо часописну статтю зі джерела з 1000 слів на статтю в середньому, зі стандартним відхиленням у 200 слів. Ми можемо зробити висновок, що ймовірність того, що стаття містить від 600 до 1400 слів (тобто в межах k = 2 стандартних відхилень від середнього) має бути щонайменше 75%, бо згідно з нерівністю Чебишова шанс опинитись за межами цього діапазону не більший ніж 1⁄k2
 = 1/4}}. Але, якби ми додатково знали, що ми маємо справу з нормальним розподілом, ми могли б сказати, що існує 75% шанс того, що кількість слів між 770 і 1230 (точніше обмеження).

## Точність оцінки
Як показано вище, нерівність зазвичай надає радше слабку оцінку. Однак, для довільного розподілу її неможливо покращити. Це точна оцінка для такого розподілу: для будь-якого k ≥ 1,
{\displaystyle X={\begin{cases}-1,&{\text{з імовірністю }}{\frac {1}{2k^{2}}}\\0,&{\text{з імовірністю }}1-{\frac {1}{k^{2}}}\\1,&{\text{з імовірністю }}{\frac {1}{2k^{2}}}\end{cases}}}
Для цього прикладу, середнє значення μ = 0 і стандартне відхилення σ = 1/k, отже
{\displaystyle \Pr(|X-\mu |\geq k\sigma )=\Pr(|X|\geq 1)={\frac {1}{k^{2}}}.}
саме для розподілів, які є лінійними перетвореннями цього прикладу, нерівність Чебишева стає рівністю.

## Доведення
Нехай {\displaystyle F(x)}  - функція розподілу змінної {\displaystyle X}. Тоді:
{\displaystyle P\{|X-\eta |\geq \epsilon \}=\int _{-\infty }^{-\eta -\epsilon }\,dF(x)+\int _{\eta +\epsilon }^{\infty }\,dF(x)=\int _{|x-\eta |\geq \epsilon }\,dF(x)}
Звідси одержуємо,
{\displaystyle {\sigma }^{2}=\int _{-\infty }^{\infty }(x-\eta )^{2}\,dF(x)\geq \int _{|x-\eta |\geq \epsilon }(x-\eta )^{2}\,dF(x)\geq {\epsilon }^{2}\int _{|x-\eta |\geq \epsilon }\,dF(x)}
З того, що {\displaystyle P\{|X-\eta |\geq \epsilon \}=\int _{|x-\eta |\geq \epsilon }\,dF(x)} одержуємо твердження теореми.